# Oratorio dell'Assunta (Briga Marittima)
L'oratorio dell'Assunta è un edificio a navata unica e presbiterio quadrato che sorge a pochi metri dalla Collegiata di San Martino nel comune di Briga Marittima del dipartimento delle Alpi Marittime in Francia.